# Clematis sarezica
Clematis sarezica là một loài thực vật có hoa trong họ Mao lương. Loài này được Ikonn. mô tả khoa học đầu tiên năm 1977.